# Rosseliana rosselii
Rosseliana rosselii är en mossdjursart som först beskrevs av Jean Victor Audouin 1826.  Rosseliana rosselii ingår i släktet Rosseliana och familjen Antroporidae. Inga underarter finns listade i Catalogue of Life.